# Mohoua à tête blanche
Espèce
Statut de conservation UICN

 LC  : Préoccupation mineure
Le Mohoua à tête blanche (Mohoua albicilla) ou pōpokotea est une espèce de passereaux endémique de Nouvelle-Zélande.

## Traduction
- (en) Cet article est partiellement ou en totalité issu de l’article de Wikipédia en anglais intitulé « Whitehead (bird) » (voir la liste des auteurs).